# قطعنامه ۱۸۰۰ شورای امنیت
قطعنامه  ۱۸۰۰ شورای امنیت سازمان ملل متحد که در تاریخ ۲۰ فوریه ۲۰۰۸ تصویب شد، سندی بین‌المللی دربارهٔ نقض حقوق بین‌الملل بشردوستانهٔ در قلمرو یوگسلاوی سابق است. این قطعنامه طی نشست ۵۸۴۱ام با ۱۵ رای موافق، ۰ مخالف و ۰ ممتنع تصویب شد.